# John Demjanjuk
John Demjanjuk (nascido Ivan Mykolayovych Demyanyuk; ucraniano: Iван Миколайович Дем´янюк; russo: Иван Миколайович Демъянюк; Berdychiv uyezd, 3 de abril de 1920 — Bad Feilnbach, 17 de março de 2012), mais conhecido como Ivan o Terrível, foi um soldado soviético e cidadão americano, que ganhou notoriedade após ser revelado como guarda de campos de extermínio e acusado de ser cúmplice de 28.060 assassinatos relacionados ao Holocausto.

## Biografia
John Demjanjuk nasceu na União Soviética durante a Guerra Polaco-Soviética (quando o território da Ucrânia mudou de mãos). Demjajuk se juntou ao exército vermelho em 1940 e lutou na Segunda Guerra Mundial, quando foi capturado e feito prisioneiro pelos alemães na primavera de 1942. Após certo tempo, passou a servir ao lado dos nazistas como guarda no campo de extermínio de Sobibor.
Em 1952, já tendo terminado a guerra, emigrou da Alemanha Ocidental para os Estados Unidos, indo residir em Seven Hills, Ohio, onde trabalhou em uma indústria de peças de automóveis até sua aposentadoria.
Acusações
Em 1977, Demjanjuk foi acusado de ter sido um Trawniki Man, como eram chamados aqueles cidadãos da Europa Central ou Oriental que se juntavam aos nazistas para colaborarem com os planos do Partido Nazista. Ainda, com base em testemunhos de sobreviventes do Holocausto, ele foi identificado como o notório e temido guarda do campo de exterminação de Treblinka, Ivan, o Terrível.
Foi deportado para Israel em 1986 e sentenciado a morte em 1988 por cometimento de crimes de guerra, conforme depoimentos de sobreviventes do Holocausto que o acusaram de ser "Ivan, o terrível", um guarda dos campos de concentração de Treblinka e Sobibor durante os extermínios de 1942–1943 e que agia com violência e assassinava prisioneiros. Sua condenação por crimes contra a Humanidade foi depois revista pela Suprema Corte de Israel em 1993 que aceitou evidências de que John não era "Ivan, o terrível". Após a anulação da sentença, ele retornou a Cleveland, Ohio.
Demjanjuk foi denunciado novamente em 2001. Em 2005 recebeu nova ordem de deportação mas permaneceu nos Estados Unidos. Em 2 de abril de 2009, foi anunciado que Demjanjuk deveria ser deportado para a Alemanha.
Em 14 de abril de 2009, agentes da imigração levaram Demjanjuk de sua casa em uma cadeira de rodas, mas a ordem foi cancelada. Em 7 de maio de 2009, o Supremo Tribunal dos Estados Unidos rejeitou uma apelação de Demjanjuk e em 8 de maio de 2009, recebeu nova ordem de deportação à Alemanha. Em 11 de maio, Demjanjuk saiu de Cleveland de ambulância e voou para a Alemanha, chegando naquele país na manhã de 12 de maio. Em 13 de julho de 2009, Demjanjuk foi oficialmente acusado de participar da morte de 27 900 prisioneiros de Sobibor, atuando como guarda do campo de extermínio. Em 30 de novembro de 2009, iniciou-se o julgamento em Munique, previsto para durar muitos meses.
Seu advogado afirma que Demjanjuk era um bode expiatório a fim de diminuir a culpa alemã pelo Holocausto, afirmando que a Alemanha "quer[ia] ser absolvida neste julgamento encontrando culpados em outras nações.
O próprio Ivan Demjanjuk escreveu o documento, lido pelo seu advogado na sala de audiências em Munique, no dia 13 de abril de 2010, onde acusava a Alemanha de ser a responsável de situação degradante em que Demjanjuk se encontrava.
Condenação
Em 12 de maio de 2011, Demjanjuk foi condenado e sentenciado a cinco anos de prisão, mas foi solto devido a um recurso impetrado contra a ordem de condenação. Sua condenação não teve precedentes na lei alemã, porque levou em conta apenas sua atuação como guarda de um campo de extermínio.
Morte
Demjanjuk morreu em um lar de idosos da Bavária em 2012, aos 91 anos, enquanto apelava da decisão judicial.